# 汪集 (嘉靖進士)
汪集（1512年—？），字惟義，號柏亭，江西南昌府進賢縣人，軍籍，明朝政治人物。

## 生平
嘉靖十年（1531年）辛卯科江西鄉試第七十一名舉人。嘉靖十四年（1535年）中式乙未科會試第一百八十二名，登第三甲第二十九名進士。改庶吉士，送翰林院读书。十六年正月授礼部精膳司主事，歷禮部儀制司郎中，二十四年三月升南京尚寶司卿，三十年二月升南京光禄寺少卿，三月以考察不及降调。

## 家族
曾祖汪季顯；祖父汪深，曾任知縣；父汪旦。嫡母萬氏；繼母周氏；生母萬氏。具庆下。